# Grzybki w gminie Krościenko nad Dunajcem
Na terenie gminy Krościenko nad Dunajcem, w powiecie nowotarskim, w województwie małopolskim, na zboczach pasm Pienin, Gorców i masywu Dzwonkówki znajduje się 11 wiat turystycznych, zwanych grzybkami, o długiej tradycji.
Na pomysł budowy altany, będącej miejscem schronienia i odpoczynku dla mieszkańców Żłóbek i Niwek (przysiółków Krościenka), wpadł przed I wojną światową Jan Cięciel (1859–1944), działacz społeczny, wtedy radny miejski, a później wójt Krościenka (Krościenko utraciło prawa miejskie w 1932 roku). Jak pisze ks. Bronisław Krzan w książce Klejnot zagubiony w górach:

... Dla mieszkańców Żłóbek i Niwek, osiedli położonych w górach, wejście od miasta wymagało niemałego trudu; najciężej było wspiąć się od Potoku Krośnickiego ponad las na Węgliskach.(...) Cięciel wpadł na pomysł, aby w tym miejscu postawić coś w rodzaju altany, dla schronienia się przed deszczem i dla odpoczynku. Z jego więc inicjatywy powstała mała budowla z drzewa mająca wygląd parasola – z ławeczkami wokół okrągłego trzonu. Gdy parasol, którego stopa w ziemi zmurszała, przewrócił się, Cięciel zadbał o to, aby zbudowano nowy, bardziej podobny do grzyba; stąd przyjęła się nazwa spaceru „pod grzybek”, a dzielnicę miasteczka — położoną w pobliżu — nazwano „Pod grzybkiem”. Na początku wojny w 1939 r. „grzybek”, stanowiący dla samolotów niemieckich punkt orientacyjny, został przez miejscowego Strzelca zniszczony. Po wojnie, radny Gminy Michał Koterba, „baca” z Niwek, zajął się odbudową, ofiarując nań modrzewia.

Altanę pomysłu Jana Cięciela zbudowano jeszcze przed I wojną światową. Jej drugą wersję – tę już podobną do grzyba – zbudowano w latach 30. XX wieku. Według innego źródła członkowie organizacji „Strzelec” zniszczyli „zapobiegawczo” ten grzybek jeszcze przed wybuchem II wojny światowej.
Według innego źródła początki „Grzybka” na górze Stronie sięgają roku 1906, gdy ówczesny naczelnik sądu w Krościenku dr Zygmunt Tałasiewicz wraz z Konstantym Dziewolskim [wtedy zastępcą komisarza bankowego w okręgu Krościenko] postawili tutaj altanę w kształcie parasola.
Pierwszy grzybek (który otrzymał nazwę „Grzybek”) został wyremontowany w 2016 roku. Wykonawcą była firma „Gazda z Niwek” – Wojciech Koterba. Koszt odbudowy wyniósł 15 700 zł brutto. W 2014 roku władze Krościenka za kwotę około 50 tys. złotych odbudowały nawierzchnię drogi prowadzącą „pod grzybek”.
Kolejne dziesięć grzybków wzniesiono na terenie gminy w roku 2018. Są one ustawione przy atrakcyjnych widokowo, choć czasem mniej znanych szlakach, ścieżkach pieszych i trasach rowerowych gminy. Ich konstrukcja jest identyczna: wokół trzonu grzybka zbudowany jest otaczający go stół i drewniane ławki. W pobliżu znajdują się tablice informujące o tym i innych grzybkach, wyjaśniające panoramę widokową oraz miejsce na palenisko ogniska i śmietnik. Teren wokół każdego grzybka został utwardzony. Te obiekty małej architektury turystycznej zostały wybudowane w miejscach widokowych we wszystkich pięciu sołectwach gminy, czyli 5 grzybków w Krościenku nad Dunajcem, 3 w  Grywałdzie i po 1 w Krośnicy, Tylce oraz Hałuszowej. Siedem grzybków stanęło w Gorcach, a po 2 w Pieninach i Paśmie Radziejowej (zachodnie zbocza masywu Dzwonkówki).
Poniższa tabela przedstawia dane dotyczące wszystkich grzybków (kolejność z zachodu na wschód):
| Nr  | Nazwa              | Lokalizacja | Współrzędne                                   | Wysokość (m n.p.m.) | Zdjęcie |
| --- | ------------------ | --- | --------------------------------------------- | ------------------- | ------- |
| 1.  | Groniki Krośnickie | Przy drodze z Wyszniej Krośnicy na Wdżar od północy | 49°27′28,7″N 20°19′48,1″E/49,457960 20,330020 | 680                 |         |
| 2.  | Pod Sołtysią Górą  | W osiedlu „Dzielnice" Krośnicy, przy drodze na Sołtysią Górę (728 m n.p.m.), będącej przedłużeniem ul. Wspólnej                                                        | 49°27′19,0″N 20°20′41,0″E/49,455287 20,344712 | 681                 |         |
| 3.  | Podżarnowiec       | W Grywałddzie przy zielonym szlaku „Grywałd – Polana Gabrowska”, przy skrzyżowaniu z przedłużeniem ul. Żarnowieckiej                                                   | 49°27′10,2″N 20°21′40,2″E/49,452830 20,361170 | 633                 |         |
| 4.  | Pod Groniem        | Hałuszowa, na północnym zboczu Gronia Hałuszowskiego | 49°25′41,9″N 20°21′52,5″E/49,428314 20,364577 | 676                 |         |
| 5.  | Wierchy            | Tylka, północno-wschodnie zbocze wzgórza Wierchy (680 m n.p.m.) | 49°25′55,5″N 20°23′03,9″E/49,432072 20,384414 | 636                 |         |
| 6.  | Zapotocze          | Grywałd, przy ul. Zapotoce | 49°27′02,7″N 20°23′17,9″E/49,450758 20,388311 | 592                 |         |
| 7.  | Na Marszałku       | Na czerwonym szlaku (Główny Szlak Beskidzki) z Krościenka na Marszałek                                                                                                 | 49°27′43,7″N 20°24′10,7″E/49,462142 20,402978 | 789                 |         |
| 8.  | Klocówki           | Na czerwonym szlaku (Główny Szlak Beskidzki) z Krościenka na Marszałek                                                                                                 | 49°27′13,8″N 20°24′27,5″E/49,453845 20,407634 | 662                 |         |
| 9.  | Grzybek            | Przy drodze z Krościenka do Niwek | 49°26′32,5″N 20°24′52,9″E/49,442350 20,414691 | 504                 |         |
| 10. | Stajkowa           | 100 m od szczytu Góry Stajkowej (722 m n.p.m.) na jej zachodnim zboczu, w pobliżu czerwonego szlaku z Krościenka na Dzwonkówkę (983 m n.p.m.) (Główny Szlak Beskidzki) | 49°27′18,8″N 20°26′32,8″E/49,455210 20,442440 | 704                 |         |
| 11. | Kijowo             | Przy drodze z Juraszowej (osiedle Krościenka) na Jaworzycę (738 m n.p.m.)                                                                                              | 49°26′46,6″N 20°27′02,5″E/49,446271 20,450705 | 622                 |         |

Dziesięć grzybków (poza pierwszym) wybudowano w ramach projektu „Grzybek dla turysty” – budowa małej infrastruktury turystyczno-rekreacyjnej  w miejscach widokowych na terenie gminy Krościenko” w ramach Programu Rozwoju Obszarów Wiejskich na lata 2014–2020 działanie 19.2 „Wsparcie na wdrażanie operacji w ramach strategii rozwoju lokalnego kierowanego przez społeczność”. Całkowita wartość projektu wyniosła 199 510,00 zł, w tym wkład własny gminy wyniósł 125 357,00 zł. Projekt zrealizowała firma „Sklep wielobranżowy. Maria Brzegowska”, ul. Jagiellońska 34, Krościenko nad Dunajcem.